# Jizhou
Pour les articles homonymes, voir Jizhou (homonymie).
Jizhou (冀州 ; pinyin : Jìzhōu) est une ville de la province du Hebei en Chine. C'est une ville-district placée sous la juridiction de la ville-préfecture de Hengshui.

## Démographie
La population du district était de 378 595 habitants en 1999.